# Рикке, Эдуард
Карл Виктор Эдуард Рикке (1845—1915) — германский физик-экспериментатор.
Изучал физику сначала в Политехническом институте в Штутгарте, затем в Тюбингенском (с 1866 года) и Гёттингенском университетах у Вильгельма Вебера и Фридриха Кольрауша. Окончив Тюбингенский университет, год был школьным учителем в Штутгарте и поступил в Гёттингенский университет в 1870 году. Уже через год (в 1871 году) окончил это учебное заведение, получив степень доктора философии и вскоре после этого габилитировавшись. Завершив обучение, остался преподавать в этом университете, в 1873 году стал адъюнкт-профессором, в 1881 году — полным профессором (заменив Вебера) и также директором Физического института при данном университете. Эти должности он сохранял до конца жизни. В 1909 году стал членом-корреспондентом Баварской академии наук. Среди его учеников был, в частности, будущий нобелевский лауреат Йоханнес Штарк.
Рикке поставил большое количество экспериментов по проводимости электричества в металлах и газах, ферромагнетизму, кристаллографии, термо- и гидродинамике, термодинамике, физической химии, пьезо- и пироэлектричества, явлениям в катодных трубках. Вместе с тем занимался и теоретическими исследованиями: так, в 1898 году выдвинул гипотезу о частичной ионизации (с разделением на положительные и отрицательные ионы) нейтральных атомов металла, связанных друг с другом в кристаллической решётке, а также создал собственную теорию проводимости металлов, названную в его честь. В 1901 году поставил опыт по пропусканию тока через систему медных и алюминиевых цилиндров, с помощью которого сумел доказать неспособность осуществления электрического тока ионами кристаллической решётки.